# Balanstraße
Die Balanstraße beginnt am Rosenheimer Platz/an der Rosenheimer Straße und verläuft in südliche Richtung durch die Münchner Stadtteile Haidhausen, Giesing und Ramersdorf bis zum Stadtteil Fasangarten. Sie endet an der Grenzstraße direkt an der Stadtgrenze zur Gemeinde Neubiberg im Landkreis München.

## Beschreibung
Die Balanstraße ist bis auf ein kleines Teilstück zwischen dem Rosenheimer Platz und der Metzstraße, wo sie etwa 30 m lang eine Einbahnstraße ist, in beiden Fahrtrichtungen befahrbar, mit je einer Fahrspur pro Richtung. Zwischen Fasangartenstraße und Grenzstraße hat sie nur noch eine Fahrspur für beide Richtungen.
Entlang ihres Verlaufes ist sie fast durchgängig mit flankierenden Radwegen ausgestattet.

## Geschichte
Die Straße wurde 1880 nach der französischen Ortschaft Balan bei Sedan in den Ardennen benannt. Dort fand 1870 die Schlacht von Sedan (Preußen gegen Frankreich) statt, an der auch Regimenter des Bayerischen Heeres auf der Seite Preußens teilnahmen. Zuvor war seit 1867 die amtliche Bezeichnung „Irrenweg“ wegen der dort seit 1859 anliegenden Kreisirrenanstalt München (bis 1900, seit 1919 Salesianum für benachteiligte Jugendliche). Nachdem sich mehrere Bewohner erfolgreich gegen diese Bezeichnung gewandt hatten, erfolgte die Umbenennung zugunsten der „ruhmreichen Erinnerungen für die bayerische Armee, in Sonderheit für die Münchner Regimenter“.

## Verkehrsanbindung
Die Haltestelle Balanstraße am „Mittleren Ring“ bedient die Buslinien 59, 139 und 145. Die Linie 59 quert die Balanstraße. Die Linie 139 kommt von der Chiemgaustraße („Mittlerer Ring“) auf die Balanstraße Richtung Süden und verlässt sie wieder an der Hochäckerstraße. Die Linie 145 kommt von der Claudius-Keller-Straße und folgt der Balanstraße bis zur Fasangartenstraße. Die Linie 54 fährt von der Orleansstraße aus auf die Balanstraße und folgt ihr bis zur Werinherstraße. Leicht davon abweichend verkehren die zugehörigen Nachtbuslinien.

## Öffentliche Einrichtungen
- Industrie- und Handelskammer für München und Oberbayern an der Balanstraße 55 bis 59
- Integrative Montessori-Schule an der Balanstraße 73 (Deutscher Engagementpreis 2015)
- Kindertagesstätte, Hort und Volksschule (Grundschule, bis 1996 auch Hauptschule) an der Balanstraße 153, 1960 von Architekt Harald Roth
- Städtische Berufsschule zur Berufsvorbereitung an der Balanstraße 208[1]
- Kinderkrippe St. Barbara

## Bauten und Denkmäler
An der Balanstraße befinden sich überwiegend Wohnhäuser. Die Hausnummerierung geht bis zur Nummer 394 im Westen bzw. 397 im Osten.
Im nördlichen Teil der Balanstraße stehen vierzehn Baudenkmäler:
- Hausnummer 4, um 1890 bis 1900, Neubarock
- Hausnummer 11, um 1870 bis 1880
- Hausnummer 12, gebaut zwischen 1890 und 1900, darin befindet sich die Gaststätte  Simplicissimus des Augustiner-Bräu
- Hausnummer 14, um 1900; auffallend die beiden Erker
- Hausnummer 15, um 1870 bis 1880
- Hausnummer 16, um 1900, Schweifgiebel, Ecke Rablstraße, darin befindet sich das Wirtshaus und die Schänke KlinglWirt des Löwen- und Franziskaner Bräu
- Hausnummer 17, Anfang 1900
- Hausnummer 19 und 21, um 1890, Neubarock
- Hausnummer 23, in Einheit mit Pariser Straße 1, um 1898, Neubarock, Gründungsstandort der Münchner Kleinkunstbühne Theater Drehleier von Beppi Bachmair, Uwe Kleinschmidt und Werner Winkler von 1976 bis 1997
- Hausnummer 29, um 1890 bis 1900, Neubarock
- Hausnummer 33 und 35, um 1890 bis 1900, Neubarock
- Hausnummer 47, Eckhaus, aus dem Jahre 1895

An der Balanstraße 20, Ecke Barnabasstraße, steht der Turm der ursprünglichen Stadtpfarrkirche St. Wolfgang von Hans Schurr (1920).
Vor der Balanstraße 73 hat Klaus Backmund 1963 einen Fische-Brunnen gestaltet.
Die Jesajakirche in Obergiesing aus dem Jahr 1966 trägt die Hausnummer 361.

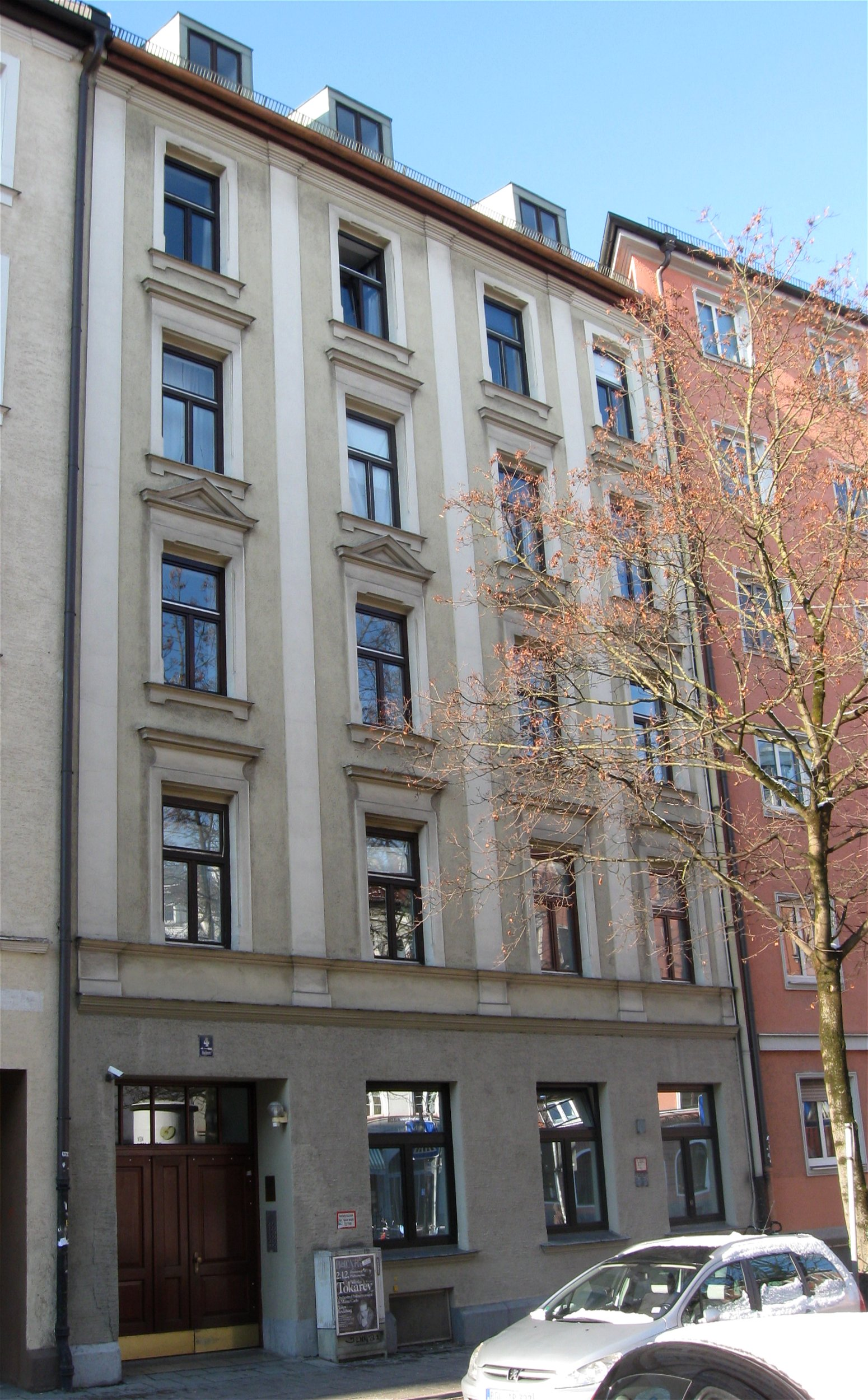
Balanstr. 4
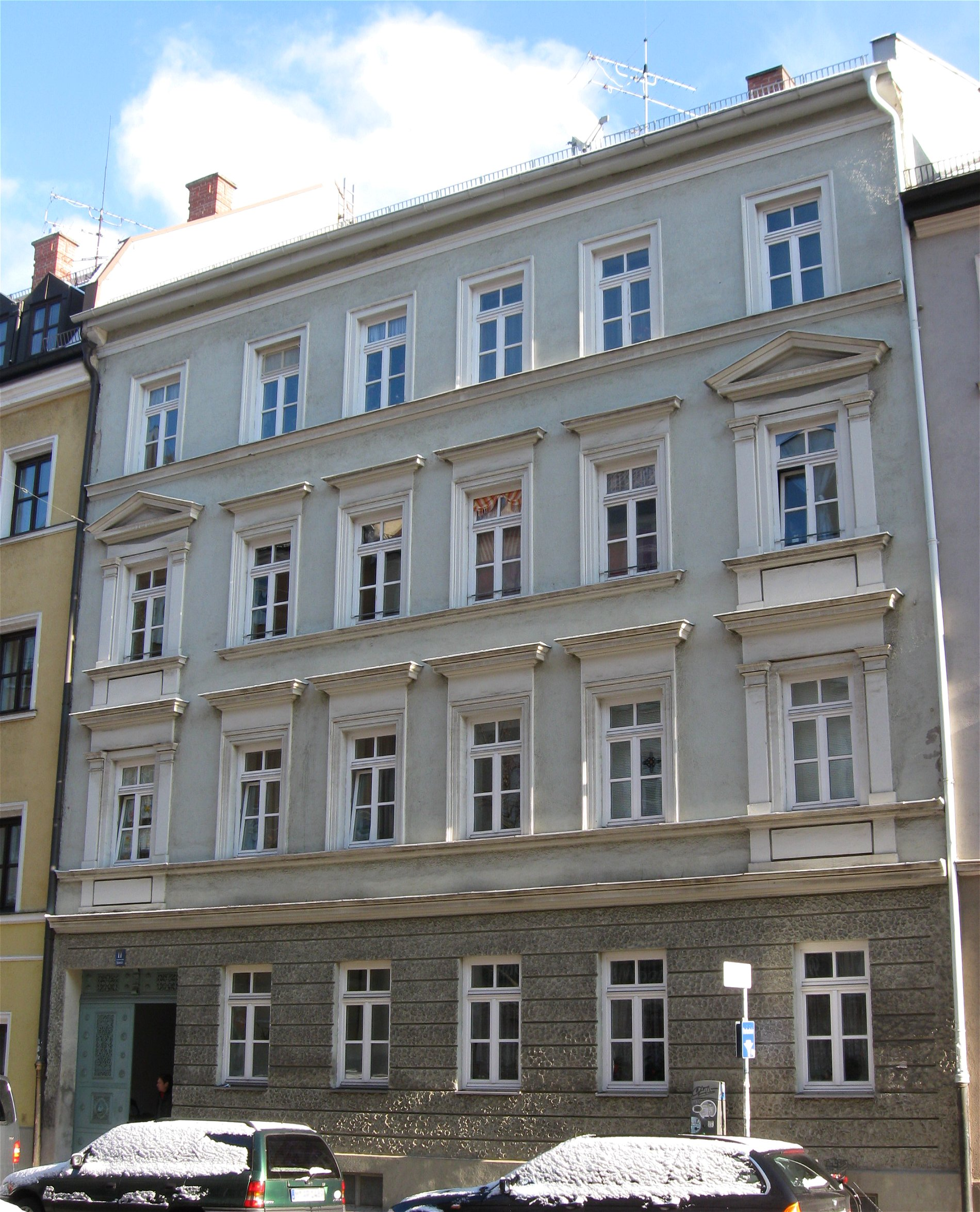
Balanstr. 11
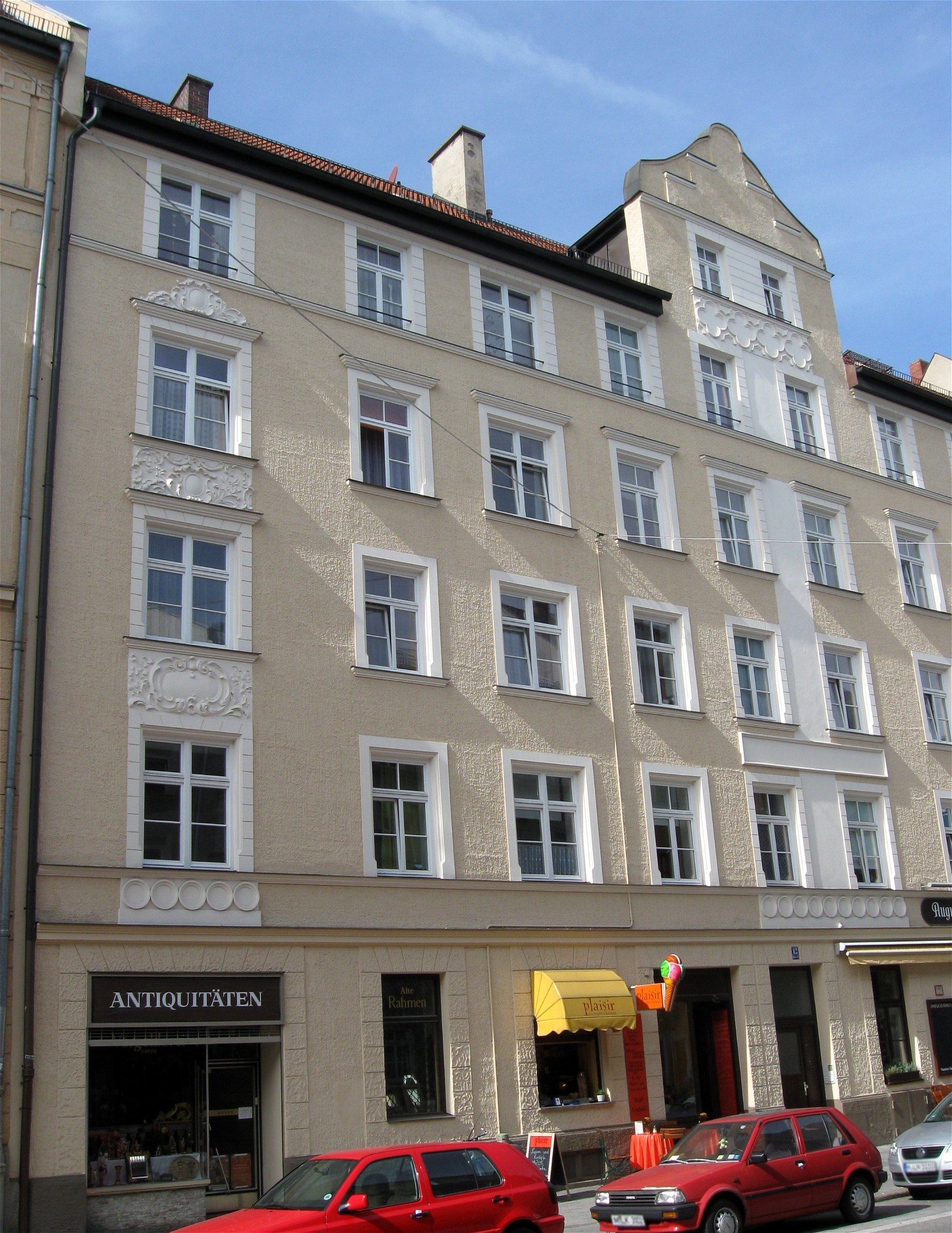
Balanstr. 12
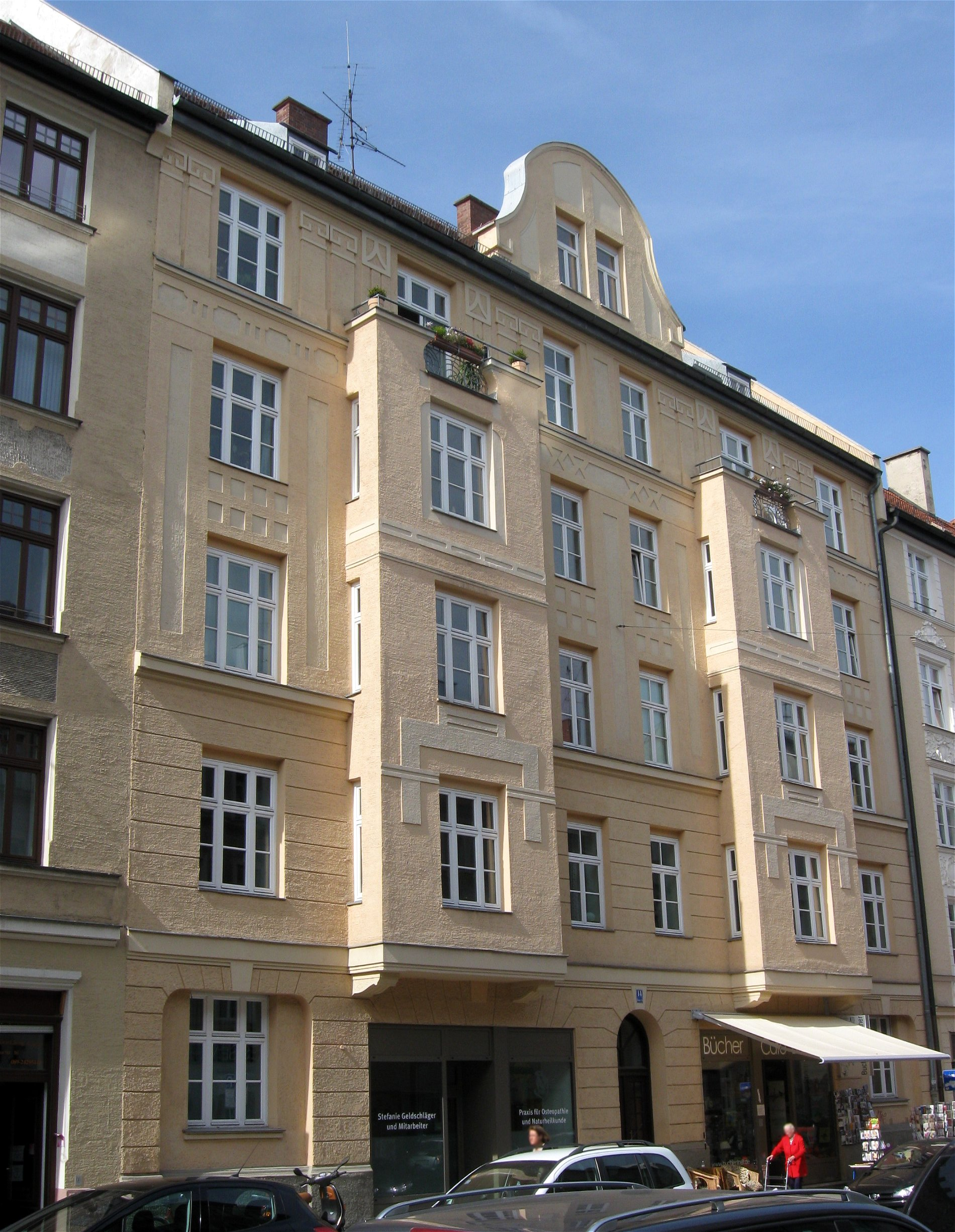
Balanstr. 14
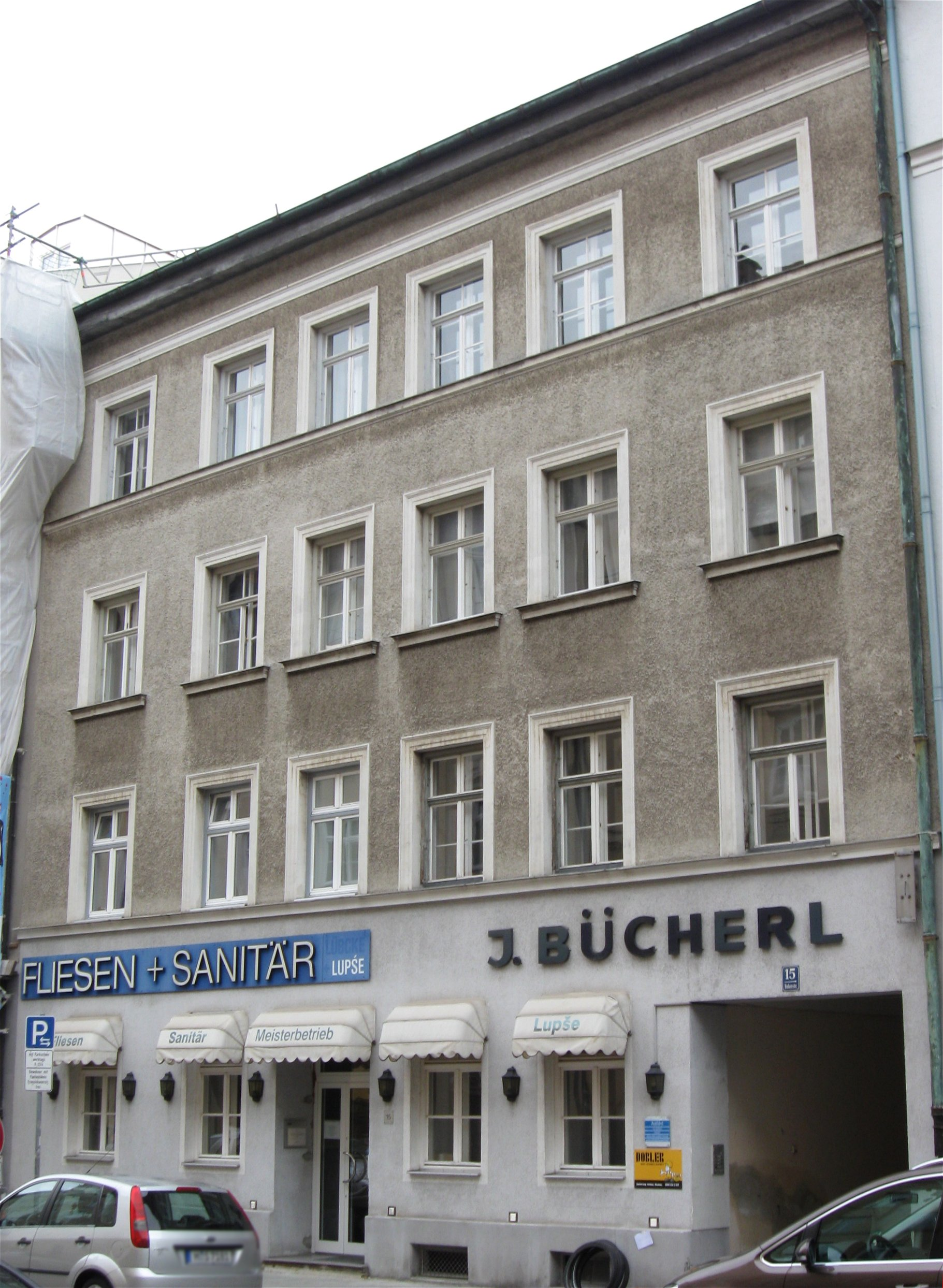
Balanstr. 15
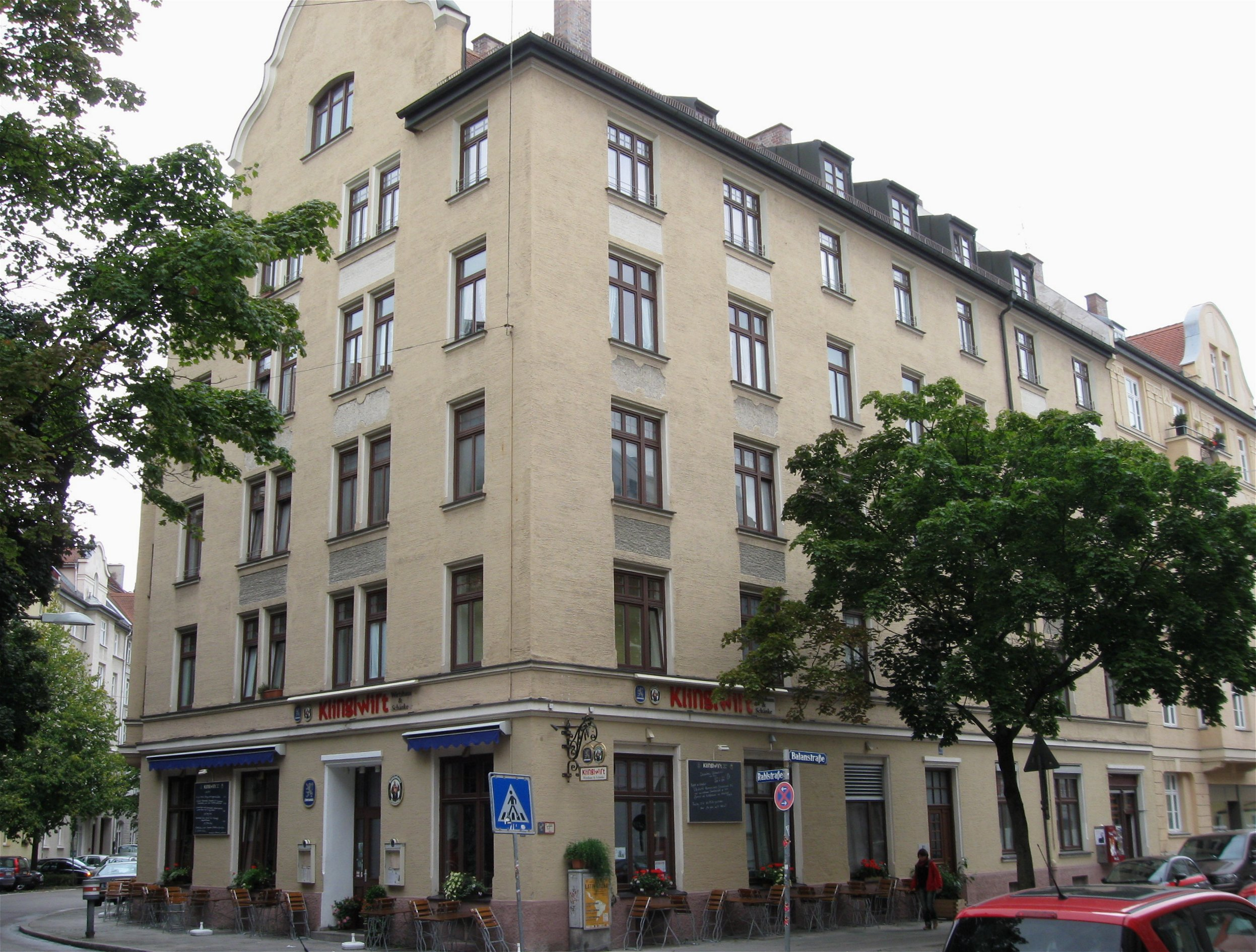
Balanstr. 16
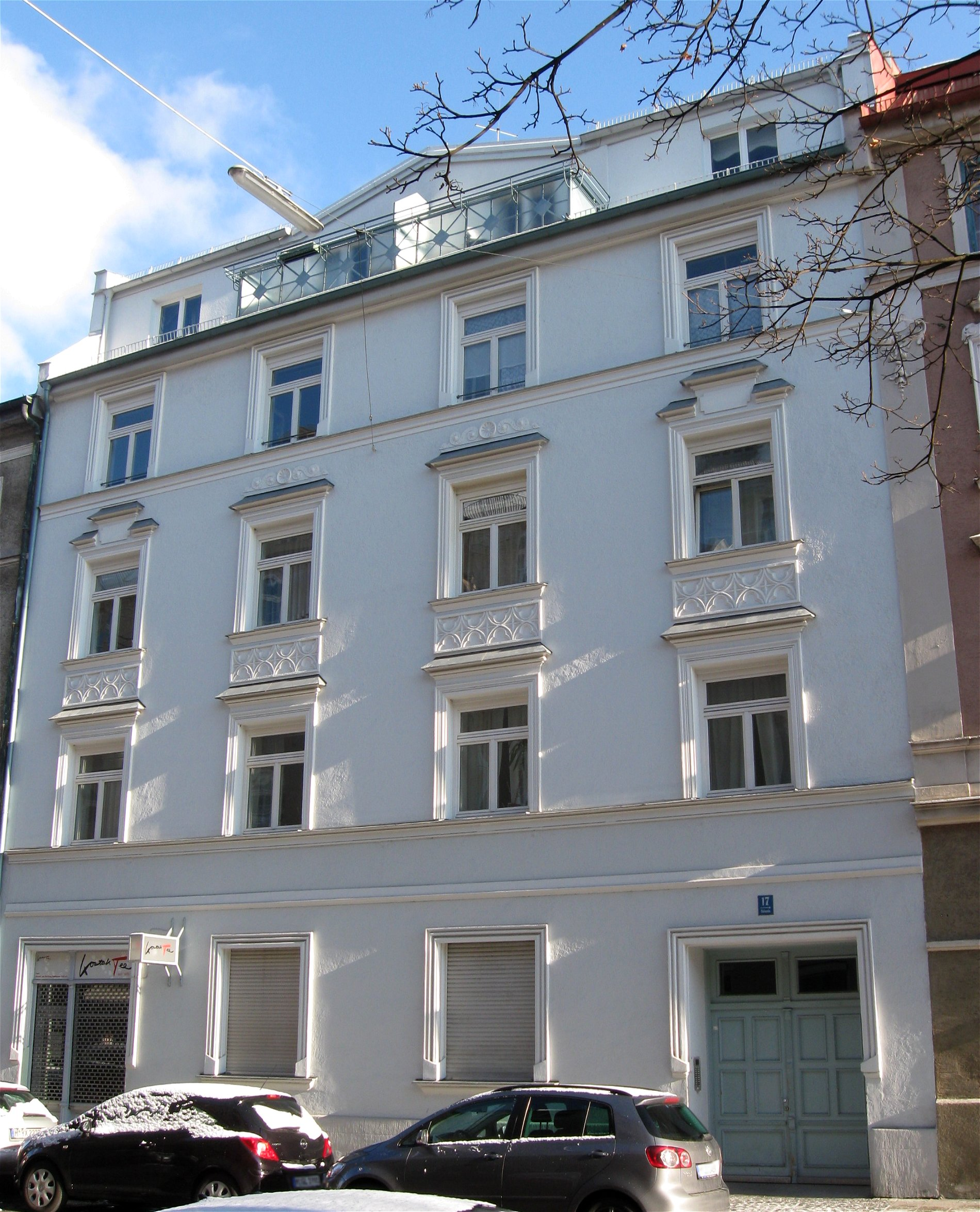
Balanstr. 17
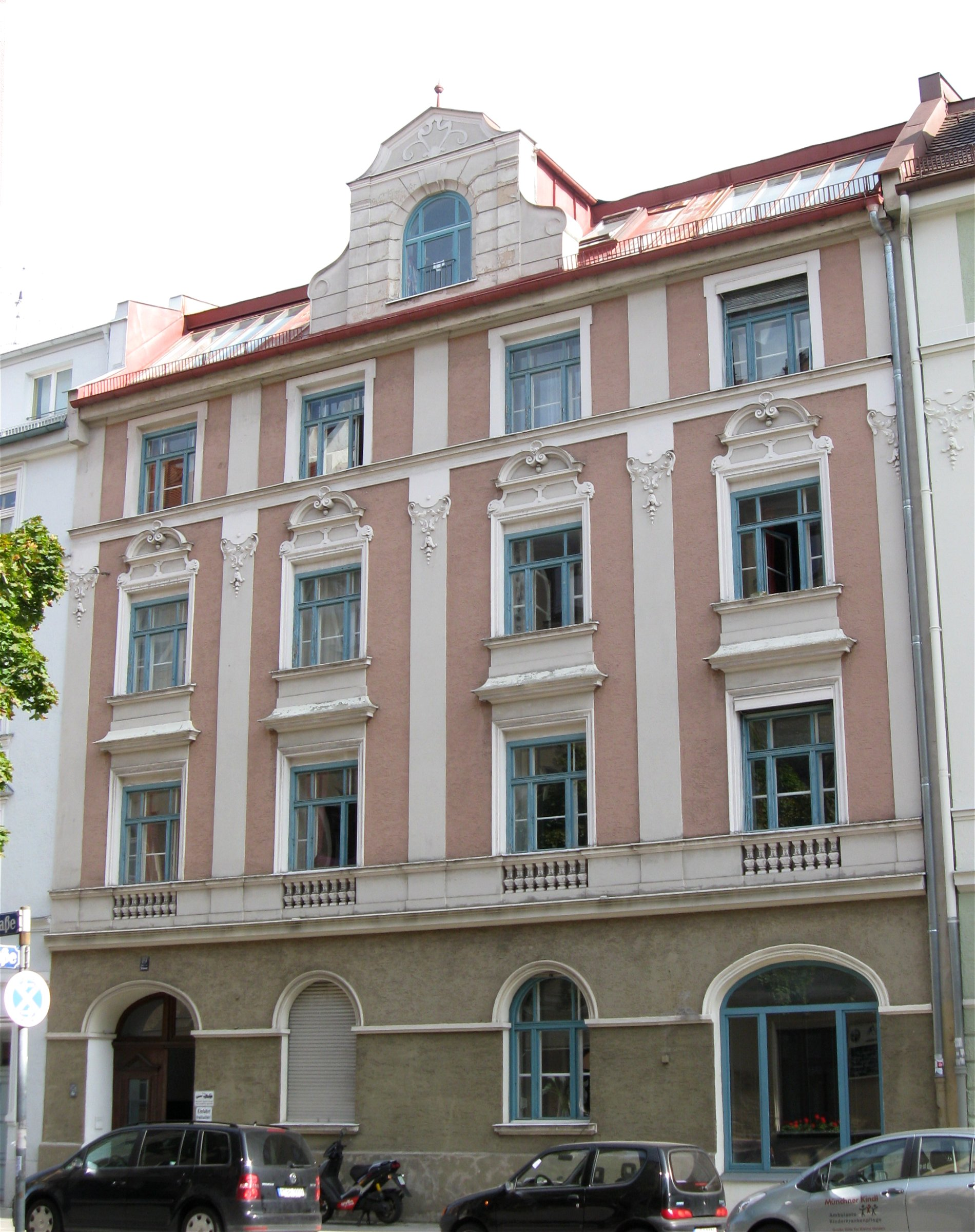
Balanstr. 19
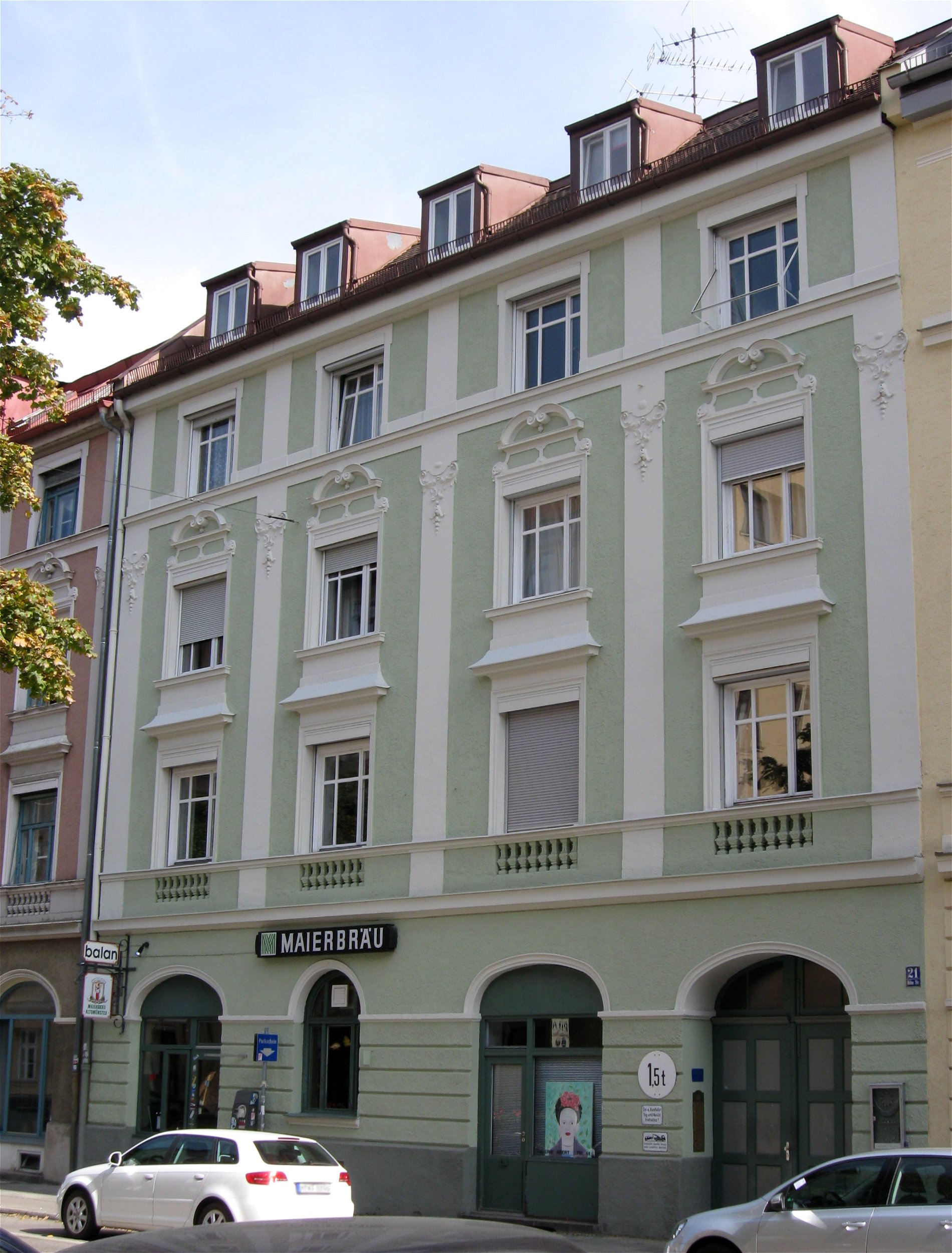
Balanstr. 21
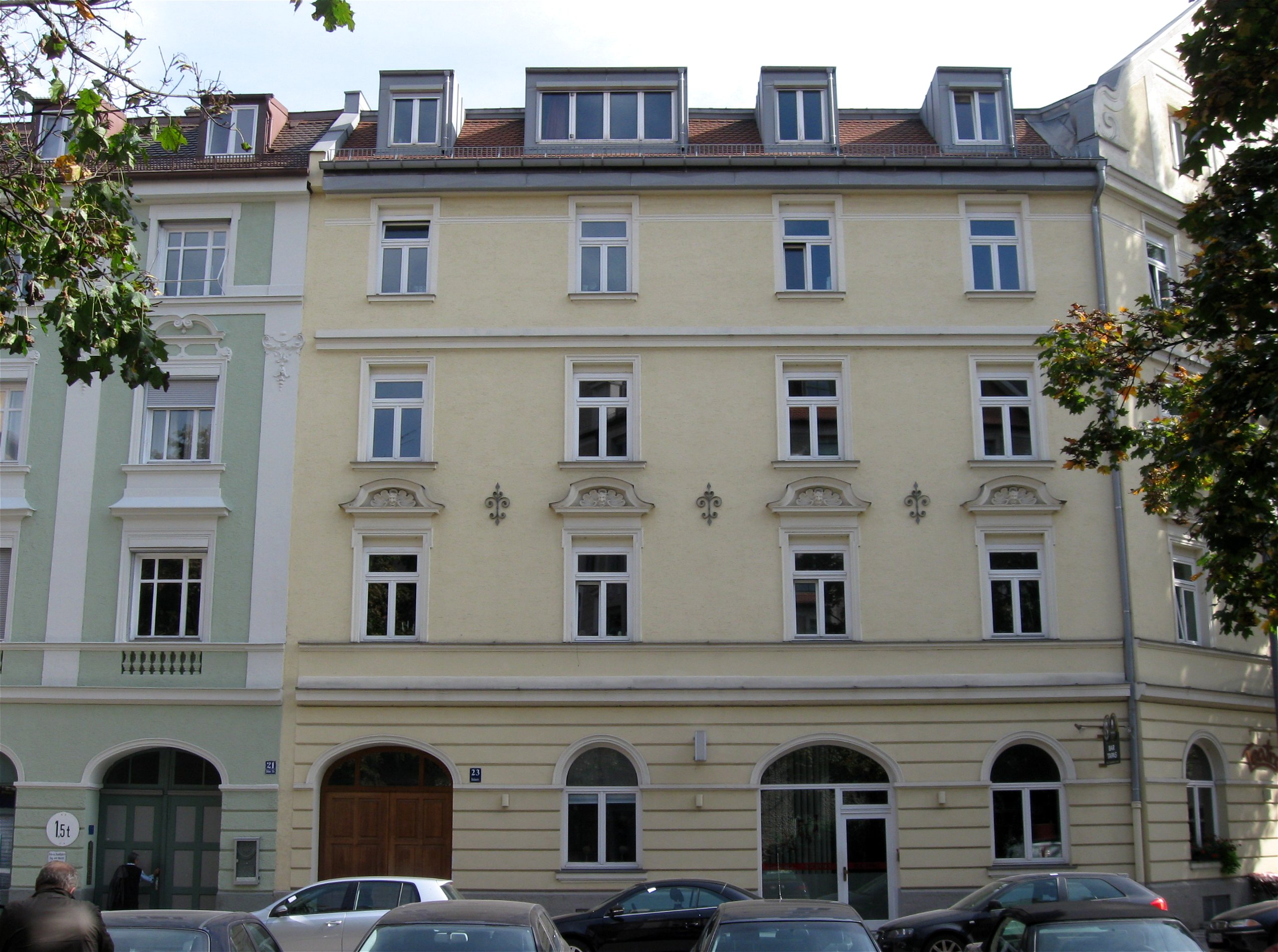
Balanstr. 23
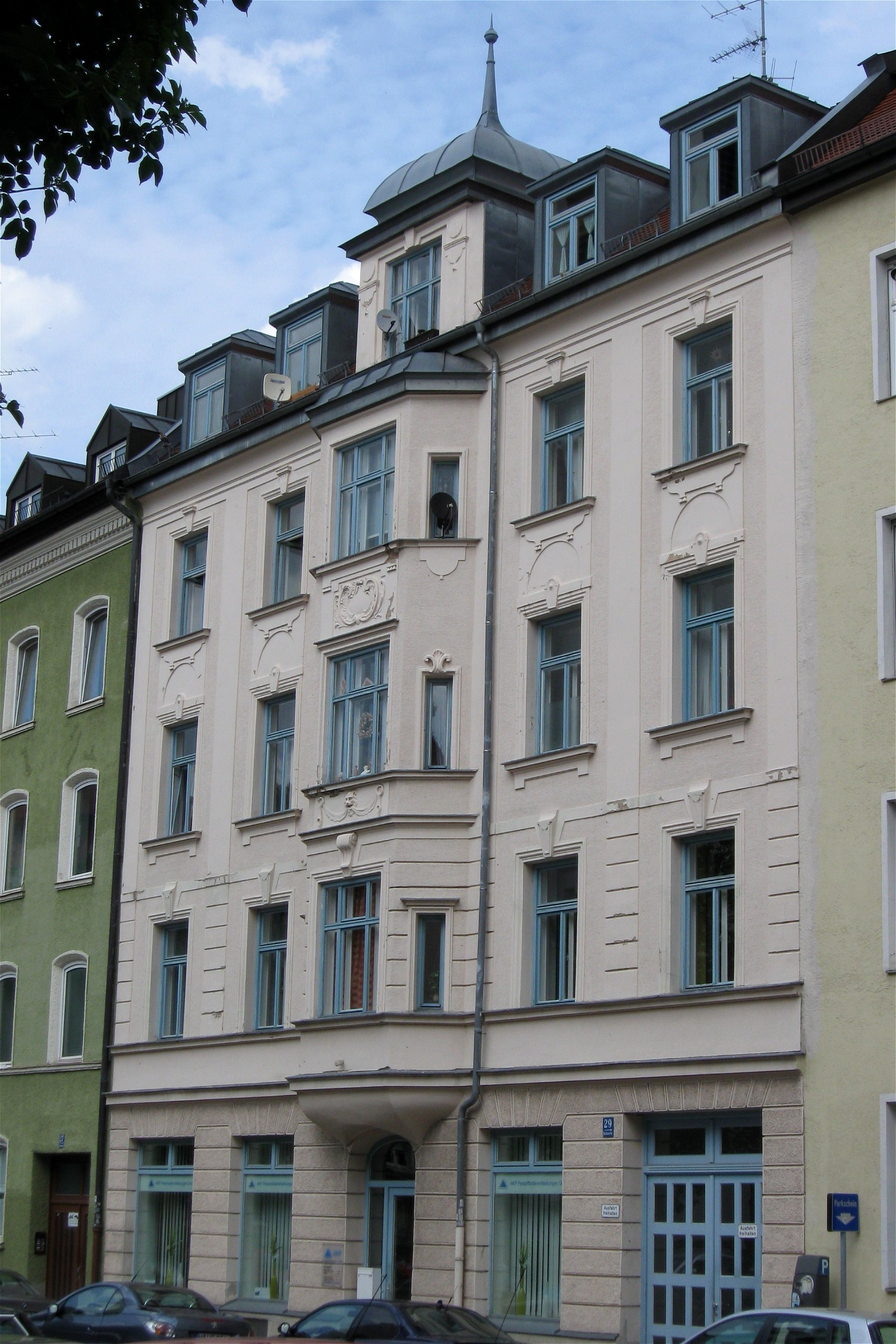
Balanstr. 29
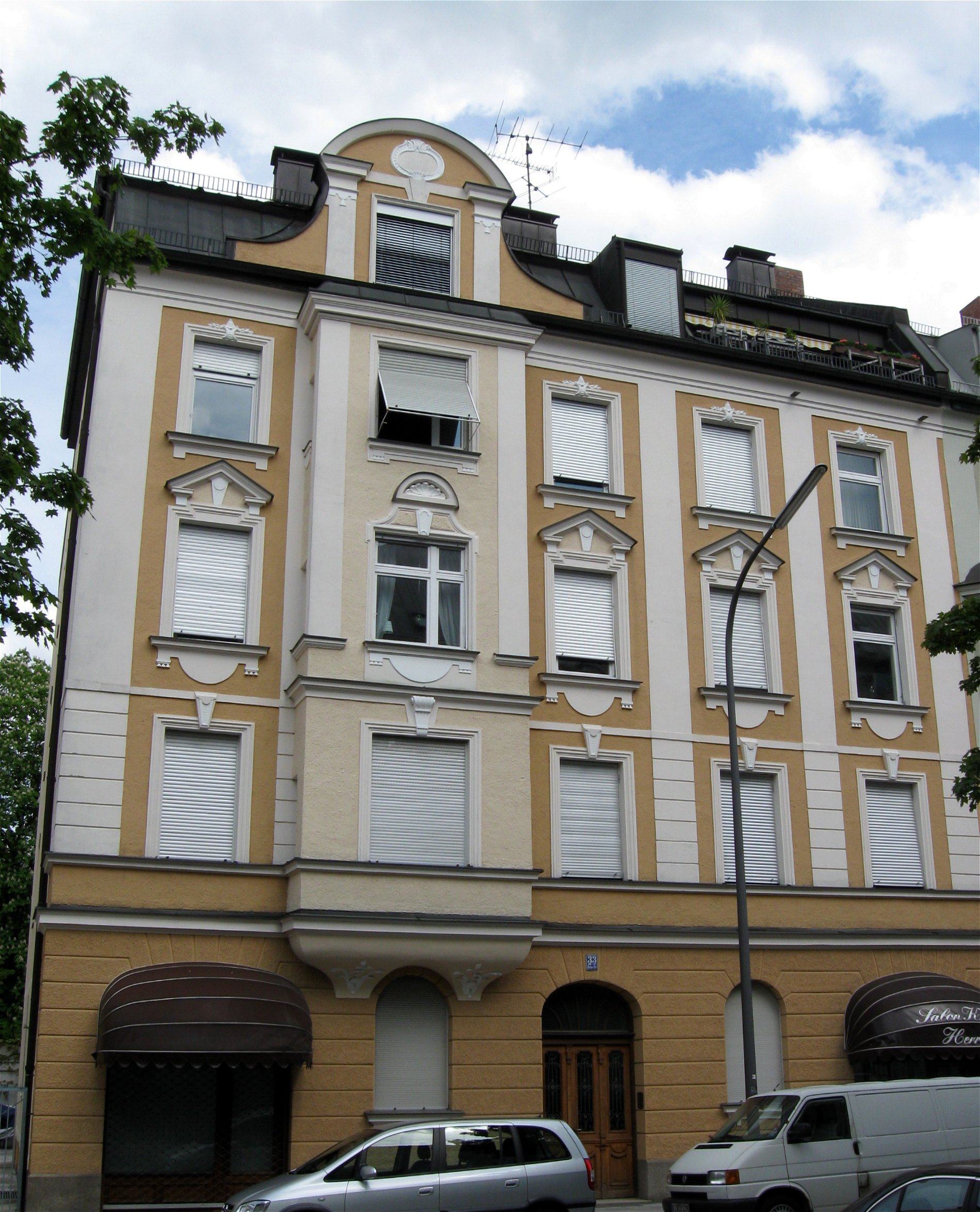
Balanstr. 33
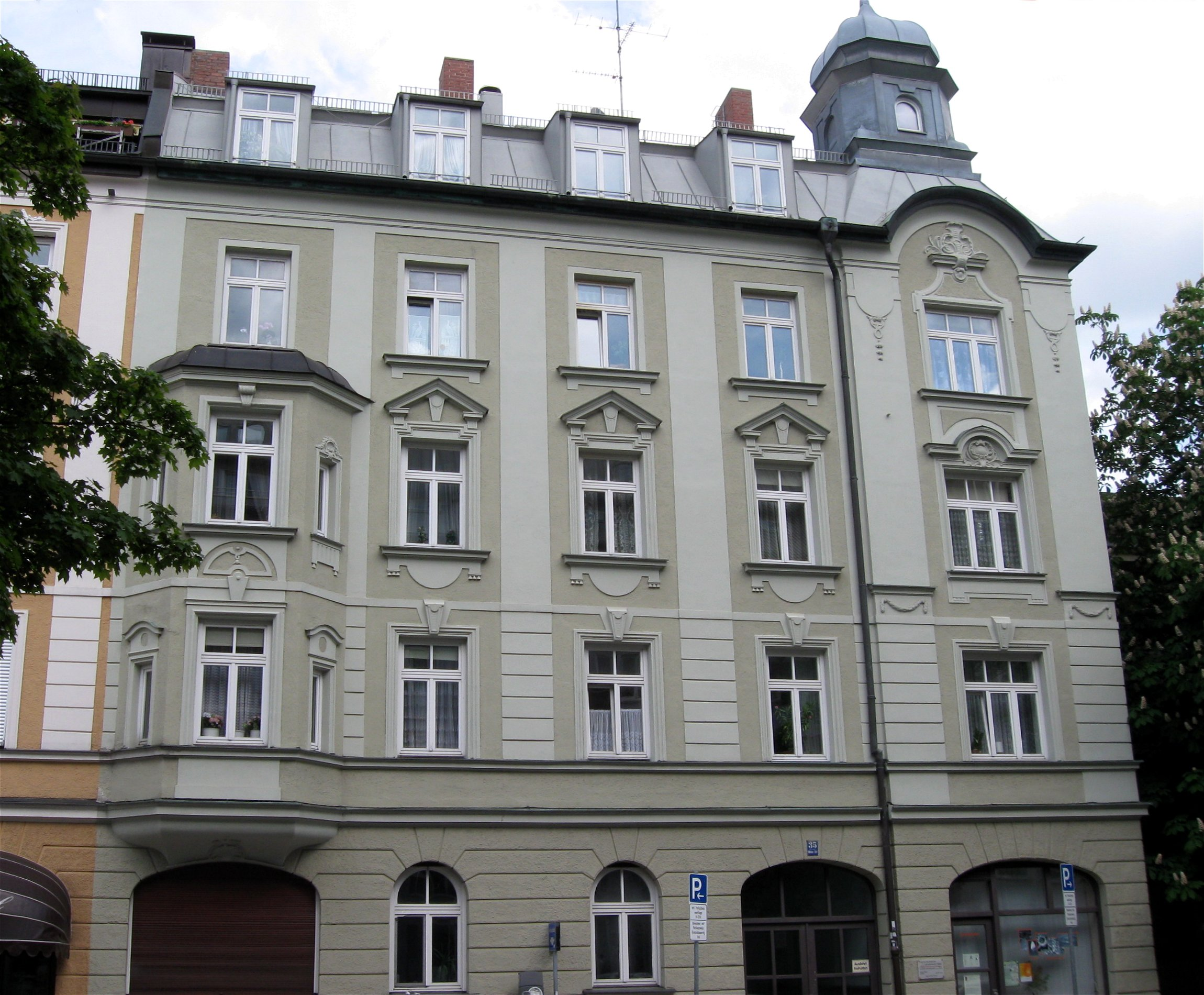
Balanstr. 35
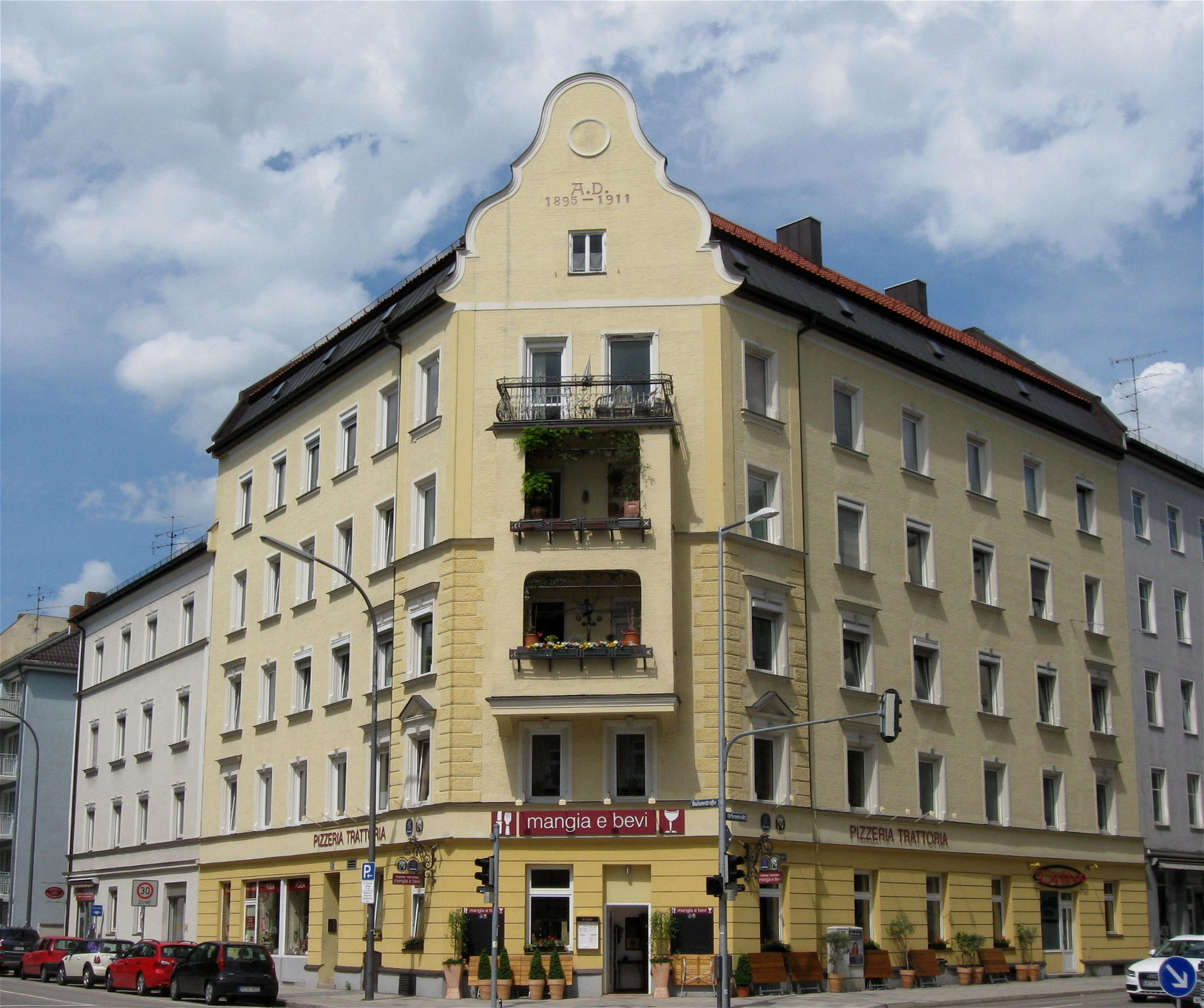
Balanstr. 47
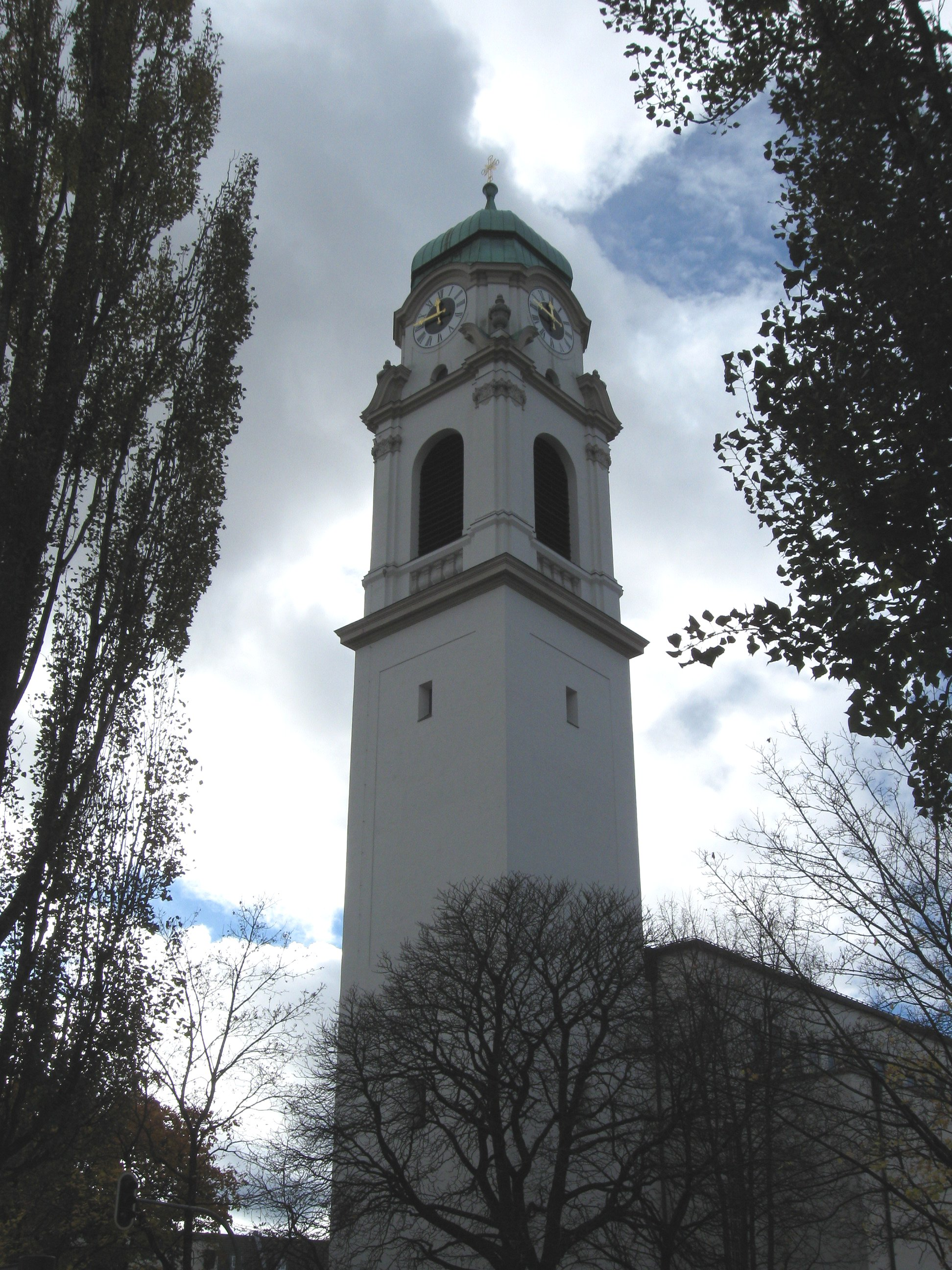
Turm der ursprünglichen Stadtpfarrkirche auf Balanstr. 20
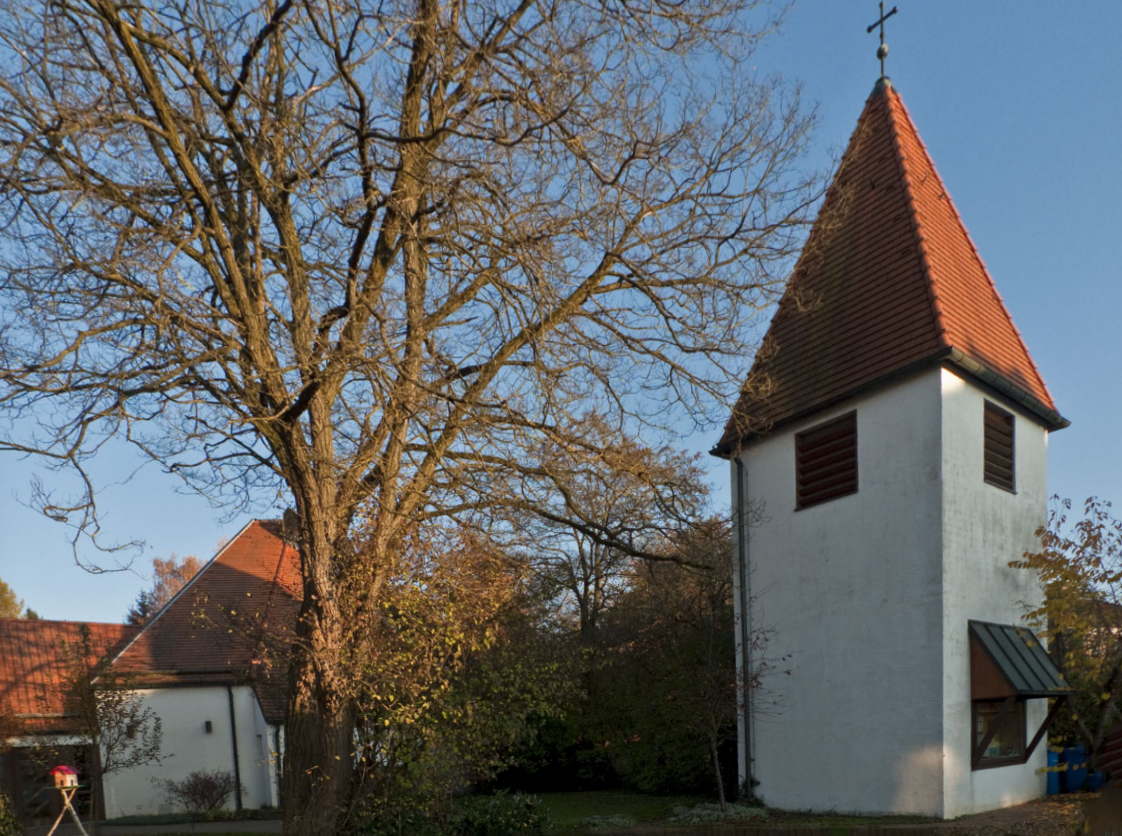
Jesajakirche Obergiesing, Balanstr. 361

## Varia
Die Straße ist namensgebend für den Bezirksteil Balanstraße West im Stadtbezirk Ramersdorf-Perlach, der auch als Ramersdorf-Süd oder Nußdorf bezeichnet wird. Der Bezirksteil wird im Westen und Süden durch die Trasse der S-Bahnlinie nach Kreuzstraße begrenzt. Dort quert die Balanstraße die S-Bahn an einem beschrankten Bahnübergang.
Die Fernsehserie Die Hausmeisterin, die in drei Staffeln mit insgesamt 23 Folgen à 45 Minuten für den Bayerischen Rundfunk zwischen 1987 und 1992 produziert und im Vorabendprogramm des Ersten Deutschen Fernsehens sowie im dritten Programm des Bayerischen Fernsehens gesendet wurde, spielt im Altbau-Mietshaus Balanstraße 19 im Münchner Stadtteil Haidhausen.
Die Fernsehserie Polizeiinspektion 1 nutzte das Wohnhaus Bazeillesstraße 21 als Polizeidienststelle.

## Belege
1. ↑  Bildungskonzept für Flüchtlinge: Angekommen im Klassenzimmer auf www.sueddeutsche.de
2. ↑  Bezirksausschuß 16 - Ramersdorf / Perlach: Balanstraße West (Memento vom 5. März 2016 im Internet Archive)

Koordinaten: 48° 7′ 41,6″ N, 11° 35′ 39,5″ O